# حركة أنا أيضا في الهند

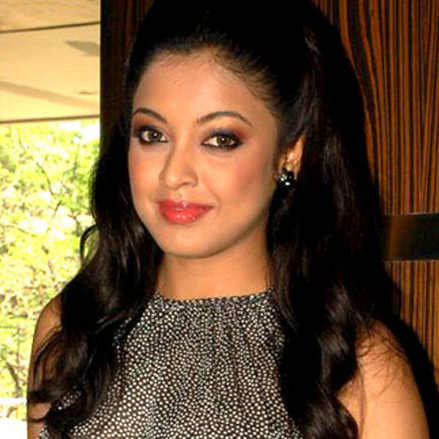
تانوشري دوت إيتا فيمينا ملكة جمال الهند المتأهلة للتصفيات النهائية

بدأت حركة أنا أيضًا الدولية في أواخر عام 2018 (وتستمر حتى يومنا هذا)، إذ ظهرت في مناحي المجتمع الهندي بما في ذلك الحكومة والإعلام وصناعة أفلام بوليوود. يُنظر إلى حركة «أنا أيضًا» في الهند على أنها نتيجة مستقلة متأثرة بالحملة الدولية المناهضة للتحرش الجنسي بالنساء في أماكن العمل، أو فرع من الحركة الاجتماعية الأمريكية «أنا أيضًا». اكتسبت حركة «أنا أيضًا» شهرة في الهند مع تزايد شعبية الحركة الدولية، ومن ثم اكتسبت زخمًا حادًا في أكتوبر 2018 في صناعة الترفيه في بوليوود، المتمركزة في مومباي، عندما اتهمت الممثلة تانوشري دوتا نانا باتيكار بالتحرش الجنسي. أدى ذلك إلى قيام العديد من النساء في وسائل الإعلام والأفلام الهندية، وحتى داخل الحكومة، بالتحدث علنًا وتقديم مزاعم بالتحرش الجنسي ضد عدد من الجناة.

## أصل الحركة في الهند

### تأثير حركة «أنا أيضًا» في هوليوود
تأسست حركة «أنا أيضًا» على يد تارانا بيرك لكنها بدأت كظاهرة اجتماعية في أكتوبر 2017 كهاشتاغ بدأته الممثلة الأمريكية أليسا ميلانو التي شاركت قصتها عن الاعتداء الجنسي من قبل هارفي واينستين. بدأت النساء من جميع أنحاء العالم بعد ذلك بالتحدث عن قصص الناجيات من الجرائم الجنسية. لم تجذب الحركة الانتباه بدايةً في الهند حتى قررت الممثلة تانوشري دوتا التحدث مرة ضد الممثل نانا باتيكار. ما بدأ كقصة امرأة واحدة سرعان ما أصبح ظاهرة عندما فُضحت بعض أسماء الرجال ذوي النفوذ في البلاد، مثل الممثل ألوك ناث وصولًا إلى الصحفي والسياسي إم جي أكبر، إذ سلطت الحركة الضوء على العديد من قصص التحرش والانتهاكات الجنسية.
انتشر هاشتاج #أناأيضًا على وسائل التواصل الاجتماعي بسرعة في الهند بعد المزاعم ضد هارفي واينستين، ويُشار إلى التحرش الجنسي عادة بمصطلح «مضايقة الإناث»، والذي يوصف بأنه يضلل جسامة الجريمة ويقلل من بشاعتها ويميّعها. استجابت مبادرات لحملة #أناأيضًا بمحاولات لتثقيف النساء الهنديات عن حقوق أماكن العمل والإبلاغ الآمن، وكذلك تثقيف الرجال حول حجم المشكلة. شبّه البعض #أناأيضًا بالحركة الاجتماعية لعام 2012 والتي أعقبت اغتصابًا جماعيًا عنيفًا في نيودلهي أدى لاحقًا إلى وفاة امرأة، مما دفع الحكومة الهندية إلى فرض عقوبات أقسى على الاغتصاب. اقترح آخرون وجود غضب عام مكبوت، بسبب إدانة اغتصاب في دلهي، وإلغاءها من قبل القاضي أشوتوش كومار قبل شهر ضد المخرج والكاتب محمود فاروقي، إذ حكم أن «الرفض الضعيف» لم يكن كافيًا لإثبات عدم الموافقة لشيوع أن يكون أحد الشريكين أقل رغبةً من الآخر، واستؤنفت القضية أمام المحكمة العليا.
صرحت رئيسة مشروع بلاك نويز الناشطة ياسمين باثيجا، أن قوة #أناأيضًا تكمن في إثبات أن الهند لم تعد قادرة على تجاهل هول المشكلة. شددت المحامية في المحكمة العليا في الهند كايميني جايسوال، على أهمية تعليم النساء كيفية القراءة، خاصة في القرى الريفية، لأن معظم النساء في هذه المناطق أميات ويعتمدن ماليًا وعاطفيًا بشكل كامل على قريب ذكر.
أدت تغريدة المدونة شينا دابولكار المنتشرة بشكل كبير والموسومة بهاشتاج #أناأيضًا (#MeeToo) إلى مقاطعة حانة خودو إيراني الشهيرة في بوني، من قبل العديد من الفنانين المعروفين. اتهمت العديد من النساء ماهيش مورثي، وفتحت الشرطة قضية بحقه في يناير 2018. جاء في قسم الأخبار الرائجة في ذا انديان اكسبرس أن العديد من الرجال الهنود شاركوا في حملة #أناأيضًا، بما فيها من مناقشات حول الموافقة وكيفية إساءة معاملة بعض الرجال أيضًا. قالت رينا شاندران من رويترز إن حملة #أناأيضًا تجاهلت 600 ألف امرأة في الهند يعملن في الجنس رغما عنهن، وهنّ عادةً فقيرات بلا تعليم أو أسرة.
وردت تقارير عن اعتداءات جنسية جماعية خلال احتفالات العام الجديد 2018 في بنغالور، والتي ارتبطت بحملة #أناأيضًا. رفضت الشرطة الوقائع بدايةً، إلى أن قام أحدهم بتحميل لقطات للاعتداءات من أنظمة المراقبة بالفيديو على وسائل التواصل الاجتماعي. تعرض وزير الداخلية غانغادارا بارميشوار وأبو عزمي ومسؤولون آخرون لانتقادات بسبب قولهم إن ملابس النساء وقيمهن «الغربية» كانت سبب عمليات الاغتصاب، وأشاروا إلى أنه لا ينبغي لأسر النساء السماح لهن بالذهاب إلى الحفلات أو الاحتفالات الكبرى.
بدأت عدة قوائم بالمغتصبين والمتحرشين المزعومين بالانتشار على وسائل التواصل الاجتماعي في الهند، بما في ذلك «القائمة» التي تضمنت في البداية أسماء حوالي 60 رجلًا أكاديميًا مرموقًا. نُشرت القائمة في 24 أكتوبر 2017 من قبل الناشطة إنجي بينو وطالبة هندية في كاليفورنيا تدعى رايا ساركار، زعمتا تأكدهما شخصيًا من كل حادثة. أدت هذه القائمة إلى انتقادات ضد #أناأيضًا لعدم التحقق منها قبل أن بدء نشرها على وسائل التواصل الاجتماعي. تقدم بعض الضحايا من القائمة ليشرحوا أنهم تعرضوا للإهمال أو سوء المعاملة أو الانتقام عندما حاولوا اتخاذ إجراء. دافعت ساركار عن القائمة، قائلة إنها نشرتها فقط لتحذير صديقاتها من الأساتذة والأكاديميين الذين يجب تجنبهم (معظمهم من رجال الطبقة العليا)، ولم يكن لديها أدنى فكرة أنها ستصبح شائعة جدًا. ظهرت قائمة ثانية بعد أسبوع، أعدتها نساء من الطبقة الفقيرة، وتضمنت المزيد من الأسماء، ووصل المجموع إلى حوالي 70 اسمًا.
رفضت اثنتا عشرة نسوية هندية بارزة القائمة في خطاب رسمي، قائلات إنهن مدركات لميل نظام العدالة عادةً ضد الضحايا، لكن الادعاءات التي لم يجري التحقق منها تعقد الأمور بالنسبة للحركة النسوية. ردت كل من الكاتبتان ريا دانجوال ونامراتا جوبتا بأن معظم الضحايا من القائمة كنّ طالبات من الطبقة الفقيرة، حاولن المرور عبر القنوات الرسمية دون نجاح أو استعانة، في حين امتلك كل رجل في القائمة القدرة على الدفاع عن نفسه اجتماعيًا وقانونيًا.